# Narragansett
Os narrangasett são uma tribo de indígenas da América do Norte que controlava a área em torno da baía de Narragansett, no atual estado de Rhode Island, nos Estados Unidos, além de porções dos estados vizinhos de Connecticut e Massachusetts. A cultura dos narrangansett existiu na região por milhares de anos, e possuíam extensas relações comerciais com as tribos vizinhas. A cidade de Narragansett, em Rhode Island, recebeu o nome em sua homenagem. 
Embora tenham sofrido muito com a Guerra do Rei Filipe, os narragansett absorveram membros de outras tribos, e mantiveram uma identidade indígena. A tribo niantic, por exemplo, fundiu-se totalmente com os narragansett. Durante o período colonial, e posteriormente, membros da tribo também se casaram com europeus, africanos e seus descendentes, e os filhos destas misturas também permaneceram na tribo. Enquanto perderam o controle da maioria de suas terras tribais durante o processo estatal de "destribalização" fim do século XIX, os narrangansetts mantiveram uma identidade grupal, e reconquistaram mais da metade de suas terras originais em 1978, ganhando reconhecimento federal como "tribo" em 1983. De acordo com os arquivos da tribo, existem aproximadamente 2.400 membros da Tribo Narrangansett hoje em dia. 
O museu dos narrangansett é o Tomaquag Indian Memorial Museum, em Exeter. A escola frequentada pelas crianças narragansett é a Nuweetooun School, situada no mesmo museu.
A palavra Narragansett significa, literalmente, "[pessoas] do/no ponto pequeno, estreito". Alguns membros da tribo falam variações dos idiomas algonquinos; a língua havia sido extinta, porém membros da tribo conseguiram recuperá-la a partir de livros feitos no início do século XX, e ensiná-los para as gerações posteriores. Os narragansett falavam um dialeto-Y, similar o bastante com os dialetos-N falados pelos massachusetts e pelos wampanoags, para serem mutualmente inteligíveis. Outros dialetos-Y incluem os idiomas shinnecock e pequot.
No século XVII, Roger Williams, co-fundador de Rhode Island, aprendeu a língua falada pela tribo, e documentou-a em sua obra A Key Into the Language of America ("Uma Chave para a Língua da América"), em 1643. Williams grafou o nome da tribo como "Nanhigganeuck", da qual "Narragansett" parece ser uma corruptela em inglês. O inglês, aliás, parece ter absorvido diversos empréstimos do narragansett e de outros idiomas próximos, como o wampanoag e o massachusett, tais como quahog ("espécie de molusco"), papoose ("pequena criança indígena"), pow-wow ("reunião de tribos"), squash ("abóbora") e succotash ("prato típico feito com feijões e trigo).

## História

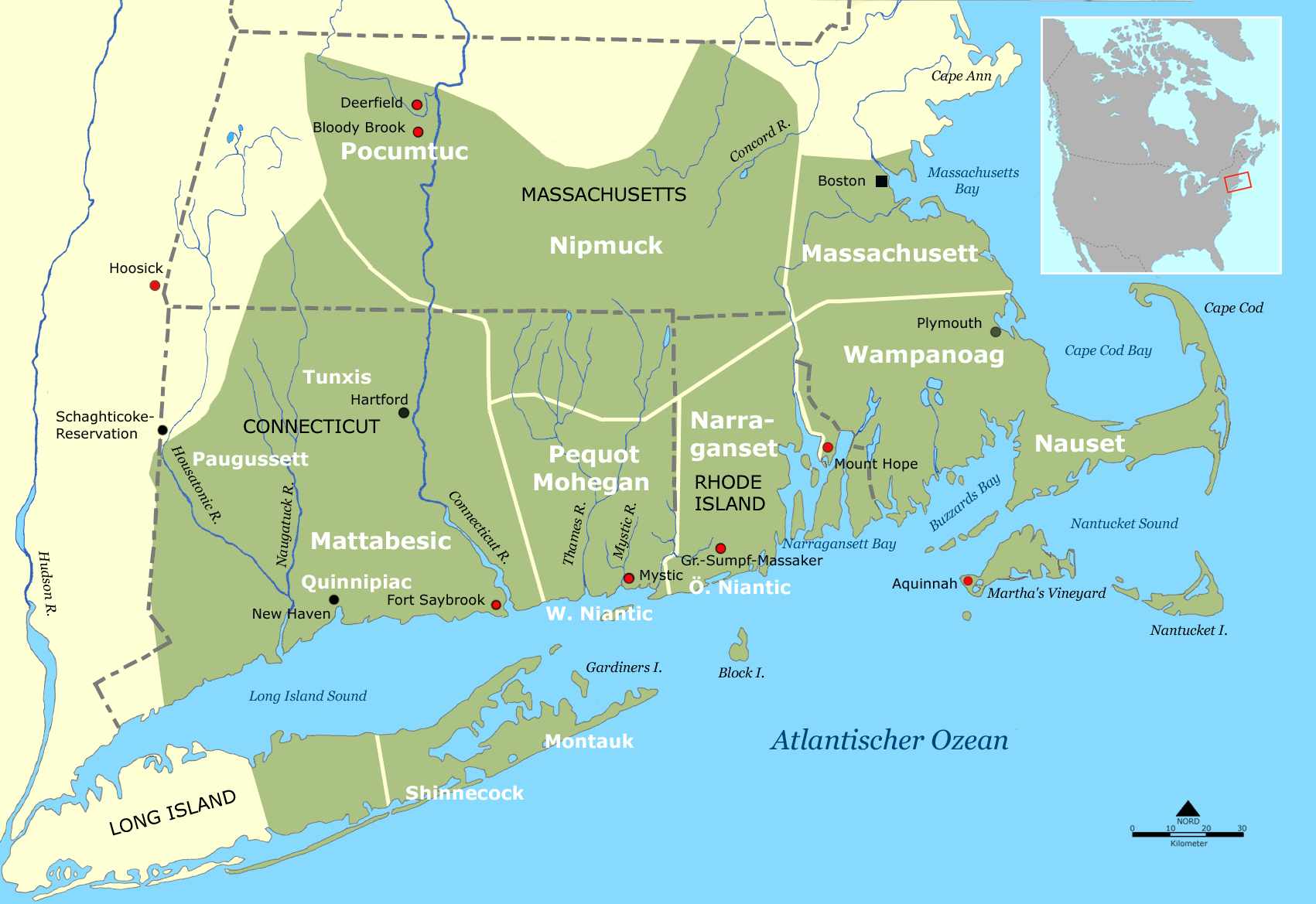
Tribo narrangansett.

Entre 1616 e 1619 diversas pandemias originaradas com as doenças trazidas pelos pescadores europeus mataram milhares de algonquinos da Nova Inglaterra. Quando os ingleses começaram a colonizar a região, em 1620, os narragansetts ainda não haviam sido afetados pelas doenças, e eram a nação indígena mais poderosa na área sul da região. Massatoit, sachem ("cacique") da nação wampanoag, se aliou aos ingleses em Plymouth, para proteger o seu povo dos ataques dos narragansett.